# Maniac Cop 3
Série Maniac Cop
Maniac Cop 2
(1990)
Pour plus de détails, voir Fiche technique et Distribution.
Maniac Cop 3  (Maniac Cop 3: Badge of Silence) ou Le Flic de l'enfer 3 au Québec est un film américain réalisé par William Lustig et Joel Soisson, sorti en 1993.

## Synopsis
L'officier Matt Cordell est de nouveau de retour d'outre-tombe. Cette fois, il est à la recherche d'une fiancée, qu'il trouvera en Kate, une jeune femme flic abattue lors d'une prise d'otages. Cette dernière a été comme lui cataloguée « Maniac Kate » car des journalistes sans scrupules ont montré des images d'elle mensongères, la décrivant comme une machine à tuer, tirant même sur les otages dans un mini marché de New York.

## Fiche technique
- Titre : Maniac Cop 3
- Titre original : Maniac Cop 3: Badge of Silence
- Titre québécois : Le Flic de l'enfer 3
- Réalisation : William Lustig et Joel Soisson
- Scénario : Larry Cohen
- Production : Larry Cohen et Michael Leahy
- Musique : Joel Goldsmith
- Photographie : Jacques Haitkin
- Montage : David Kern et Rick Tuber
- Décors : Michele Spadaro
- Pays d'origine : États-Unis
- Format : Couleurs
- Genre : Horreur et fantastique
- Durée : 85 minutes
- Date de sortie : 1993
- Interdit aux moins 16 ans

## Distribution
- Robert Davi :  Det. Sean McKinney
- Robert Z'dar :  Matt Cordell
- Caitlin Dulany (en) :  Dr. Susan Fowler
- Gretchen Becker :  Katie Sullivan
- Paul Gleason :  Hank Cooney
- Jackie Earle Haley :  Frank Jessup
- Julius Harris :  Houngan
- Grand L. Bush :  Willie (as Grand Bush)
- Doug Savant :  Dr. Peter Myerson
- Robert Forster :  Dr. Powell

## Autour du film
- Ce film est la suite de Maniac Cop et Maniac Cop 2.